# Die Grünen Salzburg
Die Grünen Salzburg bzw. Die Grünen – Die Grüne Alternative Salzburg ist die autonome Landesorganisation der österreichischen Partei Die Grünen – Die Grüne Alternative im Bundesland Salzburg. Die Grünen Salzburg sind seit 2018 mit drei Mandaten im Salzburger Landtag vertreten.

## Geschichte
Die Salzburger Grünen haben ihre Wurzeln in der Stadt Salzburg, wo in den 1970er Jahren mehrere Bürgerinitiativen entstanden sind, die sich den Erhalt des Lebensraumes, des Altstadtbildes und die Verbesserung der Bürgerrechte auf die Fahnen geheftet hatten. Zwei Monate vor der Gemeinderatswahl im Oktober 1977 schlossen sich schließlich mehrere Gruppierungen zur Liste Vereinigte Bürgerlisten – Rettet Salzburg (Bürgerliste Salzburg) zusammen. Die Bürgerliste erzielte auf Anhieb 5,6 % Stimmenanteil und zog mit den Mandataren Herbert Fux und Richard Hörl in den Salzburger Gemeinderat ein. Ermutigt von ihrem Wahlerfolg kandidierte die Bürgerliste auch bei der Landtagswahl 1979, verfehlte jedoch eine landesweite Kandidatur und damit auch klar den Einzug in den Landtag. Im Gegensatz dazu gelang der Bürgerliste jedoch bei der Gemeinderatswahl 1982 mit einem Stimmanteil von 17,7 % bzw. sechs Mandaten ein großer Erfolg. Johannes Voggenhuber, späterer Bundessprecher der Grünen und Europaabgeordneter konnte des Weiteren als erster Grünpolitiker in Europa eine Exekutivfunktion übernehmen und wurde Stadtrat für Umweltschutz, Raumplanung, Verkehr und Altstadterhaltung.
Nach dem Wahlerfolg der Bürgerliste in der Stadt Salzburg kam es bei der Landtagswahl 1984 zum antreten der Grünen unter dem Namen GABL (Grün-Alternative-Bürgerliste), wobei die Liste landesweit mit Ausnahme im Bezirk Tamsweg antreten konnte. Die Liste verfehlte mit 4,3 % jedoch erneut den Einzug in den Landtag, wobei der GABL auch das Antreten der ähnlich lautenden Liste Die Grünen Österreichs Stimmen kostete. Bei der Gemeinderatswahl 1987 verlor die Bürgerliste zwei Mandate, worauf in der Folge die Entwicklung der losen Bürgerinitiative zur Grün-Partei begann. Schließlich gelang der Bürgerliste zusammen mit den Grünen bei der Landtagswahl 1989 unter dem Namen Bürgerliste Salzburg – Stadt, Grüne (BL) die landesweite Kandidatur und mit 6,2 % sowie zwei Mandaten erstmals der Einzug in den Salzburger Landtag, wobei die Mandate vom Grödiger Gemeinderat sowie Landessprecher der Bürgerliste Salzburg-Land Christian Burtscher und der Psychologin Karoline Hochreiter angenommen wurden. Auch bei der Gemeinderatswahl 1992 konnte die Bürgerliste mit insgesamt sieben Mandaten und dem Erreichen des Vizebürgermeister-Sessels für Johann Padutsch einen Erfolg feiern. Auch bei der Landtagswahl 1994 können die Grünen ihr Ergebnis verbessern, wobei sie sich auf drei Mandate steigern konnten und Klubstatus erreichten. Für die darauffolgende Landtagswahl erfolgte die Umbenennung der Bürgerliste Salzburg-Land in „Die Grünen – die Grüne Alternative Salzburg“, wobei die Grünen mit einem komplett neuen Führungsteam zur Wahl antraten. Die Grünen rutschten auf 5,4 % ab und verloren wieder ein Mandat, Cyriak Schwaighofer und Heidi Reiter wurden in der Folge Landtagsabgeordnete. Als Fraktionssprecher führte Schwaighofer die Grünen in der Folge als Spitzenkandidat in die Landtagswahlen 2004 und 2009, wobei die Grünen mit 8,0 % bzw. 7,4 % jeweils zwei Mandate erreichten und damit an der Erreichung des Klubstatus scheiterten. Dafür konnten die Grünen bei der Nationalratswahl 2002 erstmals ein Grundmandat im Land Salzburg erreichen, woraufhin Heidemarie Rest-Hinterseer ans Abgeordnete in den Nationalrat einzog. 2006 wurde sie von Birgit Schatz abgelöst.
2011 zog sich Cyriak Schwaighofer aus seiner Spitzenfunktion zurück, woraufhin seine Landtagskollegin Astrid Rössler, die 2009 ihrerseits Heidi Reiter im Landtag nachgefolgt war, mit 93,5 % zur neuen Landessprecherin der Grünen gewählt wurde. Rössler führt die Salzburger Grünen auch in die Landtagswahl 2013.
Bei der Nationalratswahl im Oktober 2017 konnten die Grünen aus Salzburg erstmals seit 2002 ihr Grundmandat nicht erneuern.
Nach der Landtagswahl in Salzburg 2018 verloren die Grünen drei Mandate im Landtag und ein Mandat im Bundesrat und damit auch das Anfragerecht an die Bundesregierung.
Bei der Landtagswahl in Salzburg 2023 erzielten die Grünen 8,20 % und verloren somit 1,11 Prozentpunkte im Vergleich zur letzten Wahl 2018. Ihre 3 Mandate im Landtag konnten sie jedoch halten. Am stärksten waren sie in der Gemeinde Seekirchen am Wallersee, in welcher sie 14,32 % der gültigen Stimmen erzielen konnten. Da die NEOS, welche Teil der „Dirndlkoalition“ in der Landesregierung waren, den Einzug in den Landtag verpassten, war eine weitere Regierungsbeteiligung der Grünen ausgeschlossen.

## Programm und Ziele
Die Salzburger Grünen haben ihre Ziele bzw. ihren Zweck als Partei in den Statuten festgelegt. Neben der Einigung und Sammlung der „Bewegung für Demokratie und Umwelt in Salzburg“ stellen die Salzburger Grünen insbesondere die soziale Gerechtigkeit sowie die Solidarität mit ausländischen, mit sozial ausgegrenzten Menschen und mit Menschen mit Behinderung in den Mittelpunkt ihrer Arbeit. Des Weiteren treten sie für die Solidarität mit den Bedürfnissen von Kindern, Jugendlichen und alten Menschen ein. Darüber hinaus stehen die Salzburger Grünen nach ihrer Selbstdefinition für ein alternatives, nachhaltiges Wirtschaften und für kulturelle Entwicklung. Demgegenüber treten die Salzburger Grünen laut ihren Statuten gegen „faschistische, rassistische, militaristische, sexistische und andere undemokratische Denkweisen und Äußerungen“ auf und streben den Statuten folgend Integration, Toleranz, Friedfertigkeit, das Suchens nach Vernetzungsmöglichkeiten und Synergien und das Schaffens gegenseitigen Vertrauens an.

## Struktur und Organe

### Mitgliedschaft bei den Salzburger Grünen
Eine Mitgliedschaft bei den Salzburger Grünen können all jene Personen beantragen, die sich zu den Grundsätzen und den Statuten der Grünen Salzburg bekennen. Zudem dürfen die Antragsteller bei keiner anderen zum
Europäischen Parlament, zum Nationalrat oder zum Landtag kandidierenden Partei oder nicht-befreundeten wahlwerbenden Gruppe Mitglied oder Kandidat sein. Für die Ausübung des mit der Mitgliedschaft verbundenen Stimmrechts ist ein Mindestalter von 16 Jahren erforderlich. Über den schriftlichen Aufnahmeantrag entscheidet der Landesvorstand. Ehrenmitgliedschaften können von der Landesversammlung verliehen werden. Verstoßen Mitglieder gegen die Grundsätze der Salzburger Grünen, so können sie mittels einer 2/3-Mehrheit von der Landesversammlung ausgeschlossen werden, wobei eine Kandidatur für eine andere Partei automatisch als Austrittserklärung gewertet wird.

### Landesversammlung
Die Landesversammlung ist das höchste beschlussfassende Gremium der Salzburger Grünen und tagt mindestens zwei Mal jährlich. Sie wird vom Landesausschuss einberufen, der zudem außerordentliche Landesversammlungen einberufen kann und auf Antrag von mehr als 10 % der Mitglieder der Partei eine solche einberufen muss. Soweit nicht anderweitig bestimmt fällt die Landesversammlung ihre Entscheidungen mit einfacher Mehrheit, wobei alle Mitglieder der Salzburger Grünen stimmberechtigt sind. Für die Beschlussfassung über Grundsätze und Ziele der Partei, über Statutenänderungen, über Ausschluss von Mitgliedern, über Enthebung des gesamten Landesvorstandes oder einzelner Landesvorstand-Mitglieder sowie über Verschmelzung und Auflösung der Partei ist eine 2/3-Mehrheit erforderlich. Zu den Hauptaufgaben der Landesversammlung zählen des Weiteren der Beschluss über den Jahreshaushalt und die Bestätigung der Jahresrechnung, der Beschluss über Regierungsbeteiligung auf Landesebene, die Wahl der Regierungsmitglieder, die Wahl des Landessprechers, des Finanzreferenten und die übrigen Mitglieder des Landesvorstandes, die Wahl der Rechnungsprüfer, der Delegierten zum Erweiterten Bundesvorstand bzw. der von der Landesversammlung zu entsendenden Mitglieder zum Bundeskongress sowie der Beschluss über die Aufnahme von Teilorganisationen.

### Landesausschuss
Der Landesausschuss (in anderen Bundesländern „Erweiterter Landesvorstand“) ist nach der Landesversammlung das zweithöchste politische Gremium der Salzburger Grünen. Er tagt mindestens sechs Mal im Jahr und jedenfalls mindestens einmal im Vierteljahr. Unter Sitzungsleitung des Landesgeschäftsführers gehören beispielsweise die Koordination der landesweiten Arbeit, das Fassen von Beschlüssen im Rahmen des Programms und der Beschlüsse der Landesversammlung, die Wahl des Landesgeschäftsführers sowie die die Aufnahme bzw. den Ausschluss grüner Gemeindegruppen zu den Aufgaben des Landesausschusses. Der Landesausschuss selbst setzt sich aus den Mitgliedern des Landesvorstandes, den Sprechern der sechs politischen Bezirke, den weiteren Delegierten zum Erweiterten Bundesvorstand, den Delegierten der Teilorganisationen, den Landtagsabgeordneten sowie allfälligen Regierungsmitgliedern auf Landes- und Städteebene sowie Bürgermeister und Parlamentsabgeordneten zusammen. Soweit unter den Mitgliedern des Landesausschusses Gremium weniger als die Hälfte der Mitglieder Frauen sind, können die Grünen Frauen zudem so viele Mitglieder nominieren, bis die Geschlechterparität hergestellt ist.

### Landesvorstand
Der Landesvorstand der Salzburger Grünen vertritt die Partei nach außen. Er erstellt den Budgetentwurf und die Haushaltsrechnung, schließt Dienstverträge ab und führt die laufenden Geschäfte im Rahmen der Beschlüsse der Landesversammlung und des Landesausschusses. Er entscheidet zudem über die Aufnahme von Mitgliedern, beruft die Bezirksversammlungen und im Einvernehmen mit dem Landesausschuss die Landesversammlungen ein und fasst weiters Beschlüsse im Rahmen des Programms und der Beschlüsse der Landesversammlung und des Landesausschusses in allen Fragen, die aufgrund ihrer Dringlichkeit nicht erst einem Landesausschuss vorgelegt werden können. Der Landesvorstand setzt sich aus drei von der Landesversammlung gewählten Vertretern, dem Landesgeschäftsführer sowie je einem Delegierten der Landtagsfraktion, der Parlamentsfraktion und der Grünen Bildungswerkstatt zusammen. Des Weiteren gehören dem Landesvorstand der Finanzreferent, ein weiterer Vertreter der Landtagsfraktion sowie ein Mitglied des Erweiterten Bundesvorstandes jeweils ohne Stimmrecht an. Die Mitglieder des Landesvorstandes werden für zwei Jahre gewählt.

### Landessprecher, Finanzreferent und Landesgeschäftsführer
Der Landessprecher wird von der Landesversammlung aus dem Kreis der stimmberechtigten Mitglieder des Landesvorstandes gewählt. Er vertritt die Partei nach außen und verantwortet die Umsetzung der politischen Beschlüsse des Landesvorstandes sowie die Koordinierung der Arbeit zwischen dem Landesvorstand und den übrigen Organen der Partei und der Bundesorganisation zusammen mit dem Landesgeschäftsführer. Der Geschäftsführer selbst wird vom Landesausschuss auf zwei Jahre gewählt und verantwortet die Koordination aller anfallenden Agenden nach innen. Er ist insbesondere für die Leitung des Landesbüros und die Personalführung verantwortlich, organisiert die Vorbereitung und Durchführung der Sitzungen des Landesvorstandes und koordiniert die Arbeit zwischen dem Landesvorstand und den übrigen Organen der Landespartei bzw. der Bundespartei. Er vertritt zudem die Partei beim Abschluss von Rechtsgeschäften und organisiert den Informationsfluss. Der Finanzreferent wickelt den Haushaltsplan ab und stellt gemeinsam mit dem Landesvorstand die Haushaltsrechnung auf.
Im Oktober 2020 wurde Simon Heilig-Hofbauer als Nachfolger von Rudi Hemetsberger zum Landesgeschäftsführer bestellt.
Am 23. September 2022 kündigte Heinrich Schellhorn, Landessprecher der Grünen Salzburg und stellvertretender Landeshauptmann, seinen Rückzug aus der Politik an. Anlass dazu waren Rücktrittsforderungen wegen der Vorfälle in einem privaten Salzburger Pflegeheim, das von der Heimaufsicht des Landes unzureichend kontrolliert worden war. Am 9. November 2022 wolle er sein Amt an die bisher in der Stadt Salzburg tätige Stadträtin Martina Berthold übergeben. Die Grünen verlieren damit ihren erst Anfang Juli 2022 bei der Landesversammlung mit mehr als 91 Prozent der Stimmen gewählten Spitzenkandidaten für die Landtagswahl 2023.
Im Juni 2023 wurde Julius Weiskopf als Nachfolger von Simon Heilig-Hofbauer zum Landesgeschäftsführer gewählt.

## Wahlergebnisse

### Gemeindevertretungswahlen
Die Salzburger Grünen konnten bei den Gemeindevertretungswahlen bisher vor allem mit der Bürgerliste in der Stadt Salzburg sowie im Bezirk Salzburg-Land Erfolge feiern. Insgesamt blieb ihr Abschneiden jedoch gemessen an den Ergebnissen bei Landtagswahlen bescheiden. Bei der Gemeindevertretungswahl 2004 erzielten die Grünen einen Stimmenanteil von 3,0 % bzw. 64 Mandate. Während die Grünen dabei mit 15 % in der Stadt Salzburg sechs Mandate erreichen konnte, kam sie im Bezirk Salzburg-Umgebung lediglich auf 4,8 % bzw. 34 Mandate. Im Bezirk Hallein kamen die Grünen auf 4,5 % bzw. 11 Mandate, im Bezirk Sankt Johann im Pongau auf 2,3 % bzw. ebenfalls 10 Mandate. Am schlechtesten schnitten die Grünen im Bezirk Zell am See mit 0,6 % bzw. drei Mandaten ab, im Bezirk Tamsweg kandidierten die Grünen in gar keiner Gemeinde.
Ihr Ergebnis von 2004 konnten die Salzburger Grünen bei der Gemeindevertretungswahl 2009 mit einem Stimmenanteil von 2,9 % bzw. 62 Mandaten nur knapp halten. Mit 17,% bzw. sieben Mandaten erzielte die Bürgerliste in der Stadt Salzburg jedoch erneut ein starkes Ergebnis. Eine Steigerung gelang den Grünen auch im Bezirk Salzburg-Umgebung mit 5,4 % bzw. 39 Mandaten. Dem gegenüber verloren die Grünen jedoch stark in den Bezirken Hallein (2,5 % bzw. sechs Mandate) und im Bezirk Sankt Johann im Pongau (0,9 % bzw. 4 Mandate). Eine geringfügige Steigerung gab es im Bezirk Zell am See auf 0,8 % bzw. 4 Mandate sowie im Bezirk Tamsweg auf 1,0 % bzw. 2 Mandate.

### Landtagswahlen
Die Salzburger Grünen schnitten bei Landtagswahlen bisher immer im Landtagswahlkreis Salzburg am besten ab, wobei sie hier mit 13,3 % im Jahr 2009 ihren Höchstwert erzielten. Knapp über dem Landesdurchschnitt lagen die Grünen zudem im Landtagswahlkreis Salzburg-Umgebung, wo sie zuletzt 7,9 % erreichen konnten. Ihr drittbestes Ergebnis erzielten die Grünen zuletzt im Landtagswahlkreis Hallein, wobei die Grünen in diesem Wahlkreis 1994 sogar ihr zweitbestes Wahlkreisergebnis erreichten. Bei der Landtagswahl 2009 waren die Grünen hier mit 6,7 % jedoch schon klar hinter das Ergebnis von Salzburg-Umgebung gefallen. In den übrigen Wahlkreisen St. Johann im Pongau, Tamsweg und Zell am See kamen die Grünen bei der Landtagswahl 2009 nicht über ein Ergebnis zwischen 3 und 4 % hinaus.